# Тищенко, Александр Геннадиевич
Александр Геннадиевич Тищенко (род. 1 декабря 1949 в Таганроге, Ростовская область, РСФСР, СССР) — российский политический деятель, правовед, автор ряда работ. Член Совета Федерации Федерального Собрания Российской Федерации от Архангельской области с сентября 2004 по октябрь 2008 года. Представлял в СФ исполнительный орган государственной власти Архангельской области. Кандидат технических наук, доктор юридических наук, доцент.

## Биография
Окончил Таганрогский радиотехнический институт по специальности инженер-электрик, а также Санкт-Петербургский университет МВД России, в котором защитил докторскую диссертацию. Согласно исследованиям Диссернета, в докторской диссертации Тищенко обнаружены заимствования из диссертаций Владимира Авдийского и Дмитрия Шумкова.
- 1980—1982 годы — старший научный сотрудник научно-исследовательского института Московского государственного университета.
- 1982—1984 годы — доцент кафедры вычислительного эксперимента радиотехнического института г. Таганрог.
- 1984—1987 годы — научный сотрудник Римского университета, стажировка от Государственного комитета по науке и технике СССР.
- 1987—1990 годы — заведующий отделом научно-исследовательского института «Ромб» Совета Министров СССР.
- 1990—1991 годы — заведующий секретариатом Заместителя Председателя Совета Министров РСФСР.
- 1991—1992 годы — заместитель председателя Государственного комитета по делам науки и высшей школы РФ.
- 1992—1994 годы — руководитель службы Государственного Советника РФ по делам науки и высшей школы Администрации Президента РФ.
- 1994—1996 годы — Председатель Совета директоров Российско-Американского инвестиционного банка.
- 1996—1997 годы — Генеральный директор консалтинговой компании «Ю. С. Консалтинг групп».
- 1997−2001 годы — Первый вице-президент компании АФК «Система».
- С 2001 года — Председатель правления Российского Фонда архитектурного наследия им. Андрея Рублева[3].

С октября 2004 по октябрь 2006 года — член Комиссии СФ по естественным монополиям, с декабря 2004 по март 2007 года — член Комиссии СФ по взаимодействию со Счётной палатой РФ, с октября по ноябрь 2006 года — член Комиссии СФ по национальной морской политике, с ноября 2006 по сентябрь 2007 года — заместитель председателя Комиссии СФ по национальной морской политике, с октября 2004 года — член Комитета СФ по бюджету, с сентября 2007 года — первый заместитель председателя Комиссии СФ по национальной морской политике.

## Основные труды
- 2005 — «Формирование и эволюция образа» (СПб.);
- 2005 — «Государство. Право. Война: 60-летие Великой Победы» (СПб., в соавт.);[5]
- 2005 — «Государство, общество, личность: проблемы совместимости. Научное издание» (В соавт.: Оль П. А., Ромашов Р. А., Тищенко А. Г., Шукшина Е. Г. Под общ. ред. Ромашова Р. А., Нижник Н. С.; — М.: «Юрист». — 303 с.);[6]
- 2005 — «Теория государства и права» (СПб., в соавт.);
- 2005 — «Социо-юридическая концепция государства» (СПб.).

## Награды
- 2008 — Почётная грамота Совета Федерации[7].